# Combustione

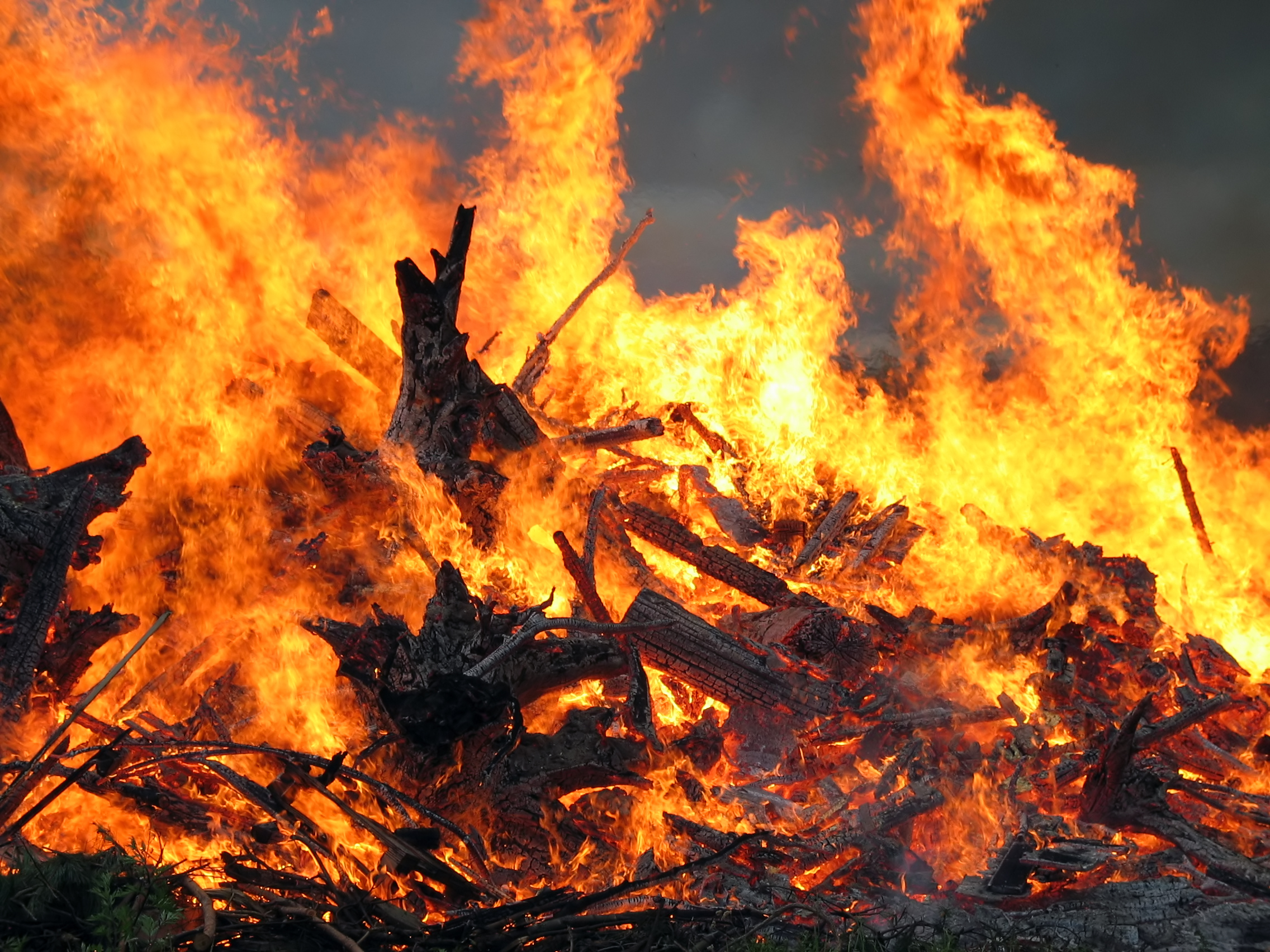
Combustione di legna e ossigeno

La combustione (dal latino combustio, -ōnis, bruciamento) è una reazione chimica che comporta l'ossidazione di un combustibile da parte di un comburente (che in genere è rappresentato dall'ossigeno presente nell'aria), con sviluppo di calore e radiazioni elettromagnetiche, tra cui spesso anche radiazioni luminose. Spesso la combustione è accompagnata anche dalla presenza di una fiamma e gas ad alta temperatura prodotti dalla combustione, che disperdendo al loro interno polveri ottenute dalla combustione (in genere particelle carboniose), danno origine al fumo. La combustione in assenza di fiamma è detta "combustione con brace".
In altri termini, la combustione è un'ossidoriduzione esotermica, in quanto un composto si ossida mentre un altro si riduce (ad esempio nel caso della combustione degli idrocarburi, il carbonio si ossida mentre l'ossigeno si riduce), con rilascio di energia e formazione di nuovi composti (generalmente anidride carbonica e acqua).

## Il triangolo del fuoco

Il triangolo del fuoco

Il "triangolo del fuoco" consiste nei tre elementi che sono necessari allo svolgersi della reazione di combustione. Questi tre elementi sono:
- combustibile
- comburente
- innesco

Il combustibile può essere di vario tipo (solido, liquido o gassoso), per esempio: idrocarburi, legname o carbone.

Il comburente per eccellenza è l'ossigeno presente nell'aria.

Il combustibile e il comburente devono essere in proporzioni adeguate perché la combustione abbia luogo, delimitate dal cosiddetto "campo d'infiammabilità".
La reazione tra il combustibile e il comburente non è spontanea, ma avviene a opera del livello energetico della sostanza combustibile che degrada emettendo atomi di carbonio, idrogeno e altro capace di combinarsi con l'ossigeno emettendo ulteriore calore capace di mantenere il livello termico grazie al quale avviene la piroscissione del combustibile.
L'innesco può essere rappresentato per esempio da una fonte di calore o da una scintilla. L'innesco rappresenta l'energia di attivazione necessaria alle molecole di reagenti per iniziare la reazione e deve essere fornita dall'esterno. In seguito l'energia rilasciata dalla reazione stessa ne rende possibile l'autosostentamento, senza ulteriori apporti energetici esterni.
Per poter accelerare la combustione si può adoperare una turbolenza, la quale aumenta il mescolamento tra combustibile e comburente, velocizzando la combustione.
Mancando uno degli elementi del triangolo, la combustione non si avvia o se è già in corso si estingue. È infatti possibile spegnere il fuoco per sottrazione (esaurimento o allontanamento) del combustibile, per soffocamento (separazione dell'ossigeno/comburente per mezzo di una sostanza coprente) o per raffreddamento (fermando la reazione a catena di autosostentamento dell'innesco).

## Catena di combustione
La reazione di combustione è un processo complesso, composto da più reazioni a catena:
- Inizio - reazioni fortemente endotermiche (cioè che assorbono calore) spaiano un elettrone di valenza formando radicali liberi, ovvero delle specie attive.
- Propagazione - specie attive e altre molecolari interagiscono a formare nuove specie attive.
- Ramificazione - le specie attive iniziali si diramano creandone di secondarie.
- Terminazione - l'interazione delle specie crea disattivazione o annichilimento delle specie attive, formando specie stabili.

Se le specie attive che si vanno a formare con le prime fasi della reazione a catena sono numericamente pari a quelle disattivate nella fase di terminazione, la combustione risulterà lenta e controllata; se al contrario le formazione di radicali sono superiori alle ricombinazioni si ottiene una combustione incontrollata: un'esplosione.
Si può notare nella fase iniziale la necessità di energia per far attivare la reazione che è endotermica, chiarendo la necessità di un'energia di innesco rappresentata sopra nel triangolo del fuoco.
L'accensione di una miscela combustibile comburente può avvenire in due modi:
- Autoaccensione: è l'accensione simultanea dell'intera massa di miscela. Se la temperatura di questa è elevata, il calore evacuato all'ambiente risulta minore di quello prodotto, la reazione è autocatalizzata e la pressione sale velocemente: si ha un'esplosione.

- Accensione provocata: si ha quando una sorgente entro la miscela cede energia, e dà luogo a un'accensione locale che può propagarsi nell'intera miscela. Questo si verifica se:
  - localmente il calore della sorgente sviluppa una temperatura superiore a quella di autoaccensione.
  - la quantità di miscela accesa abbia un'energia sufficiente a sostenere e propagare la combustione nell'intero volume.

## Prodotti della combustione
I prodotti della combustione dipendono dalla natura del combustibile e dalle condizioni di reazione. Per esempio, nella combustione del carbone (esente da impurità e quindi contenente solo carbonio) si produce esclusivamente anidride carbonica se vi è ossigeno in eccesso; in questo caso si parla di combustione completa. In difetto di ossigeno è invece favorita la produzione di monossido di carbonio accompagnata da fumi, nerofumo, in caso di forte carenza di ossigeno.
L'azoto è un inerte, e pertanto non reagisce con nessun elemento o sostanza durante la combustione. Tuttavia, sotto determinate condizioni (alte temperature, grande eccesso d'aria, presenza di azoto nel combustibile), può reagire e creare gli NOx.
Alcune reazioni di ossidazione dell'azoto e del carbonio sono le seguenti:
{\displaystyle {\ce {N2(g) + O2(g) -> 2NO(g)}}}
{\displaystyle {\ce {NO(g) + 1/2 O2(g) -> NO2(g)}}}
{\displaystyle {\ce {C(g) + O2(g) -> CO2(g)}}}

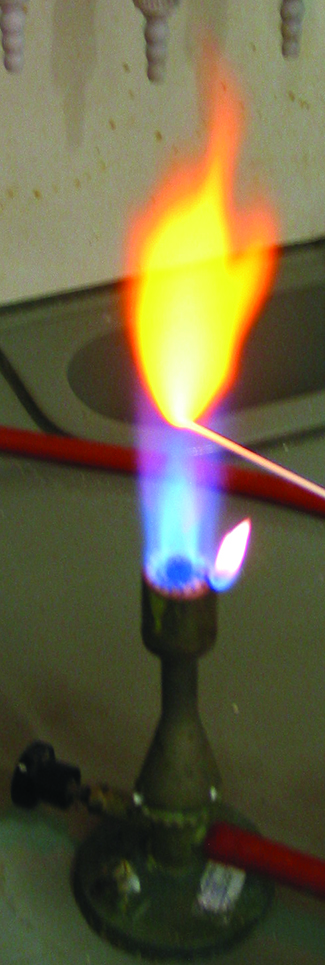
Saggio alla fiamma con sali di sodio.

Anche il tipo di radiazione emessa dipende fortemente dalle specie chimiche in gioco nelle reazioni e in particolare dagli intermedi presenti nella fiamma in stati eccitati. Per esempio, la combustione dell'idrogeno, che produce acqua, presenta una fievole luce azzurrina a causa delle transizioni dell'idrogeno monoatomico, mentre la combustione di composti che contengono importanti quantità di carbonio comporta una fiamma spesso di colorazione giallo-arancio per via della specie C2. Il fatto sperimentale che composti diversi siano associati a una diversa colorazione della fiamma viene sfruttato nell'ambito della chimica analitica per effettuare un particolare tipo di analisi qualitativa, chiamata saggio alla fiamma.
Le reazioni di combustione hanno una dinamica molecolare estremamente complessa, ma in genere si può dire che si tratta di reazioni radicaliche a catena.
Per estensione ci si può riferire a reazioni di combustione anche quando l'ossidante non è l'ossigeno, per esempio si può dire che l'idrogeno brucia in presenza di cloro. O addirittura si parla di combustione anche quando non sono in gioco reazioni chimiche ma reazioni nucleari, vedi combustibile nucleare.

## Combustione del metano
La combustione completa del metano, CH4, produce anidride carbonica e acqua, mentre in difetto di ossigeno possono avvenire numerose reazioni conducendo a diversi prodotti, tra i quali, oltre al monossido di carbonio, anche metanolo.
Volendo analizzare nel particolare la combustione del metano si ha che la reazione stechiometrica di combustione è:
{\displaystyle {\ce {CH4 + 2O2 -> CO2 + 2H2O}}}
ciò vuol dire che per bruciare 1 mole (o, in modo equivalente 22,414L) di metano servono 2 moli di ossigeno. In uscita si avranno 1 mole di anidride carbonica e 2 di acqua allo stato di vapore o, in alcuni casi, liquido (quest'ultimo caso si ha se si utilizza il calore latente di vaporizzazione che condensa l'acqua, come avviene nelle caldaie a condensazione).
Questo processo ha un potere calorifico che può raggiungere i 9520Kcal/Nm³.
Nella combustione del metano, lo stato di ossidazione del carbonio passa da -4 a +4, mentre per l'ossigeno la variazione è da 0 (ossigeno molecolare) a -2 (nell'acqua e nell'anidride carbonica).
Dato che spesso si utilizza l'aria anziché l'ossigeno puro, bisogna tenere conto anche della presenza dell'azoto. L'aria è approssimativamente formata (in volume) da 21% di ossigeno e da 79% da azoto; ciò vuol dire che il rapporto ossigeno/azoto è di 1:3,76. Pertanto la reazione di combustione diventa:
{\displaystyle {\ce {CH4 + 2O2 + 7,52N2 -> CO2 + 2H2O + 7,52N2}}}
Nella pratica non si brucia mai secondo la reazione stechiometrica. Questo perché rispettando le giuste quantità si rischia di avere incombusti; ecco perché generalmente si cerca sempre di bruciare in eccesso d'aria (o di ossigeno). Dato che stechiometricamente per 1 volume di metano servono 9,52 volumi di aria, nella realtà si ha che il rapporto metano/aria è di circa 1:10.
Quanto anzidetto è utile per calcolare quanta aria serva per la combustione completa di metano usando aria come comburente, ma non per i rapporti stechiometrici di reazione tra metano ed ossigeno, che sono i rapporti di reazione in moli (o volumi molari, per i gas) tra reagenti e prodotti di una reazione chimica: l'azoto infatti non è un reagente (diverso sarebbe se si considerasse anche una sua trasformazione a ossidi di azoto NOx), bensì si comporta da gas inerte, ovvero come "diluente" per l'ossigeno, non reagendo nella reazione su riportata. Se invece di ossigeno puro si usa aria o altra miscela in cui sia presente ossigeno, durante la combustione è necessario dosarla in maniera che l'ossigeno sia almeno in quantità stechiometrica rispetto al combustibile.